# Willy Alberti
Willy Alberti, conosciuto anche come Guillermo Alberti o Gino Fattori, pseudonimo di Carel Verbrugge (Amsterdam, 14 ottobre 1926 – Amsterdam, 18 febbraio 1985), è stato un cantante olandese, che fu dedito principalmente al genere noto come levenslied (pop in lingua olandese) che fu attivo a partire dalla metà degli anni quaranta.
Tra i suoi brani più noti, figurano Ik zing dit lied voor jou alleen (1946), De glimlach van een kind (1968), ecc.  Oltre che brani levenslied, incise anche numerose cover di celebri brani in lingua italiana, quali Nel blu dipinto di blu, Come prima (prima posizione nei Paesi Bassi per 5 settimane), Quando quando quando, Romantica, Piove (ciao ciao bambina), Marina, ecc.
Era il cugino del cantante Johnny Jordaan e il padre della cantante ed attrice Willeke Alberti, nonché suocero del produttore televisivo John de Mol e nonno dell'attore Johnny de Mol.
Willy Alberti (nato Carel Verbrugge; 14 ottobre 1926-18 febbraio 1985) era un cantante olandese, che cantava in olandese e italiano. Era anche un attore e un personaggio radiofonico e televisivo.
Alberti è nato ad Amsterdam come il terzo di otto figli di Jacobus Wilhelm Verbrugge e Sophia Jacoba van Musscher. Ha cantato con i membri della famiglia in tenera età.
Ha iniziato a registrare professionalmente nei primi anni '40. Nel 1944 sposò Ria Kuiper e sua figlia Willeke Alberti, divenuta poi lei stessa una cantante olandese di successo, nacque nel 1945. Dopo la guerra Alberti si stabilì in Olanda con canzoni italiane; divenne sempre più popolare negli anni '50, quando ebbe una serie di successi a cominciare da Nel blu dipinto di blu nel 1958 e Marina nel 1959. Negli anni '60 iniziò a recitare al fianco di sua figlia Willeke; come duo, hanno anche ottenuto successi nelle classifiche olandesi. Dal 1965 padre e figlia hanno presentato un popolare programma televisivo mensile per l'AVRO. Alberti ha vinto due Edison Awards negli anni '60.
Negli anni '70, la fama di Alberti iniziò a declinare, anche se ottenne qualche altro successo. Nel 1984 ad Alberti fu diagnosticato un cancro al fegato e morì ad Amsterdam il 18 febbraio dell'anno successivo, all'età di 58 anni. Fu cremato al Crematorio Westgaarde di Amsterdam.

## Discografia parziale

### Album
- Kerstmis (1964)
- Willy & Willeke (con Willeke Alberti, 1967)
- Ik zing dit lied voor jou alleen (1969)
- Willy Alberti Zingt Willy Derby, Lou Bandy, Kees Pruis, Dirk Witte (1970)
- Willy Alberti zingt zijn grootste italiaanse successen (1970)
- Willy Alberti zingt zijn grootste nederlandse successen (1972)
- Liedjes die mijn moeder vroeger in de keuken zong (1973)
- Belcanto (1974)
- Jeugdherinneringen (1974, con Johnny Jordaan)
- Successen uit onze jeugd (1974)
- Willy Alberti (1975)
- Zestien grote successen (1975)
- Willy Alberti ziet Abraham (1976)
- Mijn leven is een lied (1979)
- Solamente per te (1981)
- Herinnerigen aan (raccolta postuma, 1988)
- Ik dans met jou en en andere successen (raccolta postuma, 1988)
- Portret van Willy Alberti (raccolta postuma, 1988)
- Successen uit onze jeugd (raccolta postuma, 1988)
- Het beste van (raccolta postuma, 1990)
- Zijjn italiaanse successen (raccolta postuma, 1992)
- De grootste operasuccessen (raccolta postuma, 1993)
- Favoriten van toen (raccolta postuma, 1995)
- De onvergetelijke Willy Alberti (raccolta postuma, 1997)
- De Straatzangers (raccolta postuma, 1997)
- De onvergetelijke Willy Alberti 2 (raccolta postuma, 1998)
- Het Complete Duettenalbum 58-94 (raccolta postuma, 1998)
- De glimlach van een kind (raccolta postuma, 1998)
- Van levenslied tot opera (raccolta postuma, 1998)
- Come prima (raccolta postuma, 1998)
- 100 Mooiste liedjes van Willy & Willeke Alberti (raccolta postuma, 2008)

### Singoli
- Ik zing dit lied voor jou alleen (1946)
- Veel mooier dan het mooiste schilderij (1946)
- Droomland (1950)
- Ci-ciu-ci (1955)
- Mijn sprookjesboek (1955)
- Vivere (1955)
- Nel blu dipinto di blu (1958)
- Come prima (1958)
- Piove (ciao ciao bambina) (1959)
- Una marcia in fa (1959)
- Marina (1959)
- Romantica (1959)
- Quando quando quando (1962)
- Sei rimasta sola (1963)
- Buona notte bambino (1953)
- Sabato sera (1963)
- Dat afgezaagde zinnetje (1967)
- Mooi Amsterdam (1968)
- De glimlach van een kind (1968)
- Ajax olé olé olé (je bent mijn glorie) (1969)
- Chi-ri-bi-ri-bin pom pom pom (1969)
- Een reisje langs de Rijn (1969)
- We gaan naar Londen (1971)
- Juliana bedankt! (1980)
- Niemand laat z'n eigen kind alleen (1983)
- Liefde (1987)
- De glimlach van een kind (riedizione postuma, 1995)
- Jij bent het leven voor mij (postumo, 1997)

## Filmografia
- Rififi in Amsterdam (1962)
- Rooie Sien (1975)